# Charo
För andra betydelser, se Charo (olika betydelser).
Charo är en ort i Mexiko.   Den ligger i kommunen Charo och delstaten Michoacán de Ocampo, i den södra delen av landet, 200 km väster om huvudstaden Mexico City. Charo ligger 1 916 meter över havet och antalet invånare är 4 689.
Terrängen runt Charo är kuperad söderut, men norrut är den platt. Runt Charo är det ganska tätbefolkat, med 62 invånare per kvadratkilometer. Närmaste större samhälle är Morelia, 15,5 km väster om Charo. I omgivningarna runt Charo växer i huvudsak blandskog.